# Taking the Honey Out of Honeymoon
Taking the Honey Out of Honeymoon è un cortometraggio muto del 1916 diretto da David Smith.

## Produzione
Il film fu prodotto dalla Vitagraph Company of America.

## Distribuzione
Distribuito dalla General Film Company, il film - un cortometraggio in una bobina - uscì nelle sale cinematografiche statunitensi il 27 novembre 1916.